# 李雅芳
李雅芳（1939年5月—），陕西人，中华人民共和国政治人物，陕西省政协原副主席、中国民主建国会陕西省委员会原主任委员，第九、十届全国政协常务委员。
2002年12月，中国民主建国会第八次全国代表大会在北京召开，并选举产生第八届中央委员会，他当选常务委员。